# A82 road
Die A82 road ist eine A-Straße in Schottland. Sie verläuft von Glasgow über Fort William nach Inverness und stellt eine der wichtigsten Straßenverbindungen in die westlichen Highlands dar.

## Verlauf
Von Glasgow aus, wo die A82 im Stadtteil Cowcaddens am nördlichen Rand der Innenstadt beginnt, überquert die A82 zunächst die M8, die die Innenstadt westlich umrundet und mit der die A82 in einem umfangreichen Knoten verknüpft ist. Sie führt dann als mehrspurig ausgebaute Hauptverkehrsstraße unter dem Straßennamen Great Western Road nach Nordwesten durch die Stadtteile Kelvinbridge und Hyndland. Ab Drumchapel verläuft die A82 von zwei Kreisverkehren abgesehen bis kurz vor Dumbarton kreuzungsfrei. Über ein Dreieck besteht eine Verknüpfung mit der zur Erskine Bridge über den Clyde führenden A898 road, die südlich der Brücke als M898 motorway weiter zur M8 führt. Als Stirling Road führt sie durch Dumbarton, nördlich der Stadt verläuft sie wieder anbaufrei als Ortsumgehung westlich von Alexandria und Balloch bis zum Südende des Loch Lomond.
Ab Balloch folgt die A82 dem Westufer des Loch Lomond bis zur Nordspitze des Sees. Dieser Abschnitt gilt als landschaftlich reizvoll, ab hier verläuft die Straße in den Highlands. Nördlich von Tarbet, wo die A83 nach Inveraray und Campbeltown abzweigt, verläuft die West Highland Line parallel zur A82. Dort wird das Ufer unterhalb des Ben Vorlich sehr schmal, in diesem Bereich passiert die A82 Sloy Power Station, ein Wasserkraftwerk. Nördlich von Ardlui verlassen A82 und Bahnstrecke das Ufer und folgen im Glen Falloch dem River Falloch, dem nördlichen Zufluss des Loch Lomond, in Richtung Nordosten. Ab Ardlui begleitet auch der West Highland Way die Straße. Das Tal wird von Bergen wie dem Beinn Dubhchraig und dem An Caisteal begrenzt, die eine Höhe von bis zu 1000 Metern aufweisen.

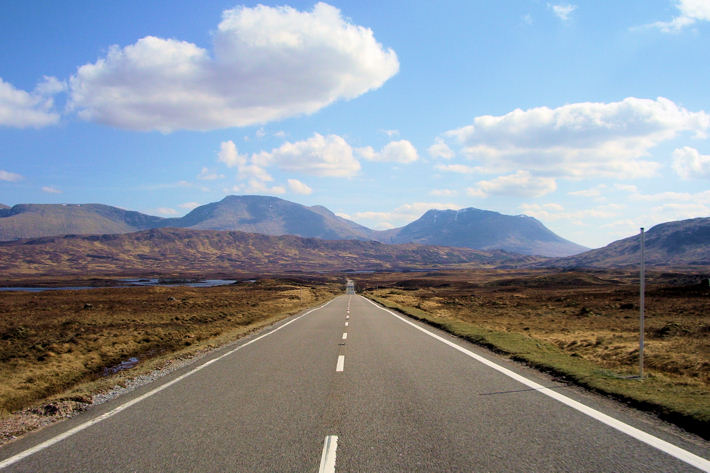
Die A82 in Rannoch Moor

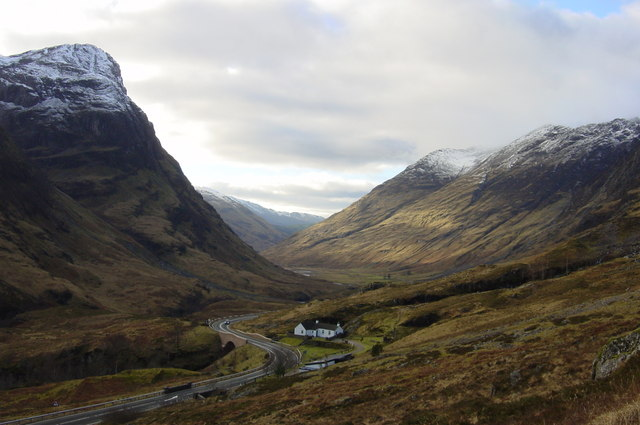
Die A82 im Glen Coe

Über eine flache Wasserscheide am oberen Ende von Glen Falloch erreicht die A82 den Straßen- und Bahnknoten Crianlarich. Ab hier verläuft die Straße gemeinsam mit der A85 durch das Strath Fillan wieder nach Nordwesten bis Tyndrum. Die A85 zweigt in Tyndrum nach Westen in Richtung Oban ab. Nördlich von Tyndrum verläuft die A82 weiter über Bridge of Orchy bis zum Loch Tulla parallel zur West Highland Line direkt in nördlicher Richtung. Mit dem Beinn Dorain passiert sie einen der markantesten Munros in diesem Teil der Highlands. Während die Bahnstrecke nördlich von Bridge of Orchy entlang des Ostrands von Rannoch Moor verläuft, passiert die A82 das Moor in seinem zentralen Teil beim Loch Bà und Loch na h-Achlaise. Die A82 verläuft hier durch weite und unbewohnte Heide- und Moorlandschaften. Nördlich von Loch Bà wendet sich der Straßenverlauf in Richtung Westen. Über das einsam gelegene Kings House Hotel, bei dem der West Highland Way die Straße kreuzt, erreicht die A82 das Ostende des landschaftlich eindrucksvollen Glen Coe. Direkt unterhalb der steilen Nordostwand des Buachaille Etive Mòr führt die Straße durch das Tal abwärts bis Glencoe am Südufer von Loch Leven. Westlich von Ballachulish passiert die A82 Loch Leven über die 1975 eröffnete Ballachulish Bridge. Zuvor verlief die A82 dort entlang des Süd- und Nordufers von Loch Leven über Kinlochleven, konnte aber über eine Fährverbindung bei Ballachulish abgekürzt werden. Ab der Brücke verläuft die A82 entlang des Ostufers des Loch Linnhe bis nach Fort William, der größten Ortschaft in den westlichen Highlands.
Am nördlichen Ortsrand von Fort William zweigt die auch als Road to the Isles bekannte A830 an der Ben Nevis Distillery in Richtung Glenfinnan und Mallaig ab. Die A82 verläuft ab Fort William im Great Glen bis zu ihrem Endpunkt in Inverness. Bis Spean Bridge führt sie erneut parallel zur West Highland Line. In Spean Bridge zweigt die A86 ab, die eine Querverbindung von der A82 in Richtung Osten bis zur A9, der wichtigsten Nord-Süd-Straßenverbindung in den Highlands, bei Kingussie herstellt. Die A82 selbst verläuft ab Spean Bridge vorbei am Commando Memorial weiter nach Nordosten am Ostufer des Loch Lochy.

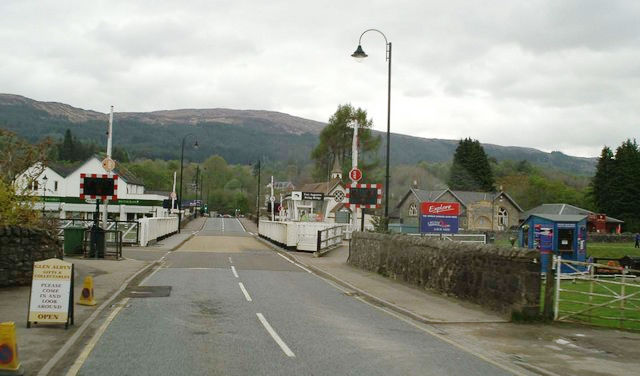
Drehbrücke auf der A82 über den Caledonian Canal bei Fort Augustus

Parallel verläuft der Caledonian Canal, den die A82 bei North Laggan über eine Drehbrücke quert. Am Nordufer des Loch Oich führt die A82 weiter über Invergarry, wo die A87 in Richtung Kyle of Lochalsh abzweigt, bis zur nächsten Querung des Caledonian Canal über eine Drehbrücke bei Aberchalder aus dem Jahr 1932, die die unter Denkmalschutz stehende Bridge of Oich aus dem Jahr 1854 ersetzte. Ein drittes Mal quert die A82 den Kanal im folgenden Ort Fort Augustus am Südende von Loch Ness. Ab Fort Augustus folgt die A82 dem kompletten Westufer von Loch Ness, zunächst nach Invermoriston, wo die A887 einmündet, die für den Verkehr zwischen Skye und Inverness eine Verbindung zur A87 herstellt. An Urquhart Castle vorbei über Drumnadrochit bleibt die A82 am Westufer von Loch Ness bis wenige Kilometer südlich von Inverness, das sie nördlich des Loch Dochfour erreicht. In Inverness umgeht die A82 die östlich des River Ness liegende Innenstadt auf dessen Westseite. Sie quert den Fluss dann nördlich über die Friars Bridge und führt durch das Industrie- und Gewerbegebiet Longman bis zum gleichnamigen Kreisverkehr mit der A9, ihrem Endpunkt.

## Geschichte
Die ältesten Abschnitte der heutigen A82 sind auf Militärstraßen zurückzuführen, die General George Wade zwischen 1725 und 1737 in Schottland anlegen ließ, um gegen erneute Aufstände der Jakobiten gewappnet zu sein. Dazu zählen beispielsweise verschiedene Abschnitte zwischen Fort William, Fort Augustus und Inverness. Entlang von Loch Ness führte die Militärstraße allerdings auf dem Ostufer.
Wesentliche weitere Teile entstanden nach Planungen von Thomas Telford in den 1820er Jahren. Er nutzte teilweise die alten Militärstraßen, verbesserte aber ihre Führung an verschiedenen Stellen. Seitdem bestand eine durchgehende Straßenverbindung von Glasgow über Fort William bis Inverness, allerdings an verschiedenen Stellen deutlich von der heutigen Führung der A82 abweichend. 1923 wurde die heutige A82 erstmals als durchgehende Hauptverkehrsstraße vom Ministry of Transport ausgewiesen. Während der Weltwirtschaftskrise entstand 1933 mit der heutigen Führung über Rannoch Moor ein wesentlicher Teil der Straße neu als Notstandsarbeit. Die alte Straße von Thomas Telford, die die noch weiter westlich laufende Militärstraße ersetzt hatte, dient seit 1980 als Teil des West Highland Way.
In den 1960er und 1970er Jahren wurde die Straße im Großraum Glasgow ausgebaut und erweitert, sie erhielt diverse Ortsumgehungen, so etwa bei Alexandria und Balloch. In dieser Zeit entstand auch die ufernahe Ortsumgehung von Fort William, für die der damalige Bahnhof des Ortes aufgegeben und um ca. einen Kilometer verlegt wurde. 1975 wurde die Fähre über Loch Leven bei Ballachulish durch eine Brücke ersetzt und die alte Führung der A82 über Kinlochleven wurde zur B863 herabgestuft.
Seit 2003 ist der Abschnitt der A82 im Bereich der Gàidhealtachd zwischen Tarbet und Inverness mit zweisprachigen Wegweisern in Englisch und Gälisch ausgestattet.

## Ausbaumaßnahmen

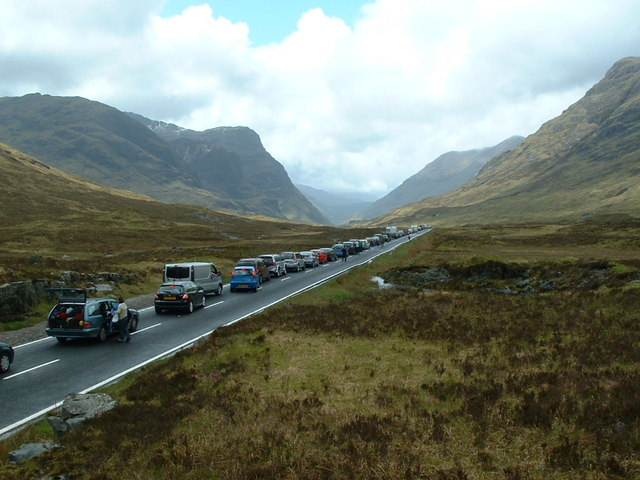
Stau auf der A82

Die A82 stellt nach Aussagen des schottischen Verkehrsministeriums Transport Scotland eine zentrale Lebensader für die westlichen Highlands dar. Die schottische Regierung verfolgt daher das Ziel, die in vielen Teilen noch dem Stand der 1920er Jahre entsprechende Führung und Fahrbahnbreite der A82 zu modernisieren, zumal die A82 vielfach als gefährliche Strecke mit hohen Unfallraten wahrgenommen wird. Vor allem im Sommer ist die Straße sehr stark befahren und überlastet. Besonders kritisch ist der nördliche Teil des Abschnitts am Ufer des Loch Lomond zwischen Tarbet und Inverarnan. Hier befand sich bei Pulpit Rock eine mit Ampeln gesicherte einspurige Engstelle, die im Frühjahr 2015 durch eine neue Führung ersetzt wurde. Im Dezember 2014 wurde eine Ortsumgehung für Crianlarich fertiggestellt.